# 楊絳
楊 絳（よう こう、1911年7月17日 - 2016年5月25日）は、中国の作家・翻訳家。もとの名は季 康。代表作に『幹校六記』『洗澡』『我們仨』。

## 略歴
本貫は江蘇省常州府無錫県で、1911年7月17日に順天府（現：北京市）に生まれる。父の楊蔭杭は東京の早稲田大学の卒業生。
1923年、父親に連れられ江蘇省蘇州市に引っ越す。
1928年に蘇州東呉大学に入学し、1932年7月に卒業。卒業後北京清華大学に進学、在学中に夫となる銭鍾書と知り合う。1935年に結婚し、同年にイギリスやフランスへ留学した。
1938年、銭鍾書を連れて帰国。上海震旦女子文理学院外語系教授、清華大学西語系教授を歴任する。1953年、北京大学文学研究所、中国科学院文学研究所、中国社会科学院外国文学研究所の研究員にも就任した。
文化大革命から五七幹部学校に下放され労働に従事、文化大革命で受けた攻撃も激しかった。
1981年、『幹校六記』を発表。
1997年3月4日、彼女の娘の銭瑗が脊椎癌で亡くなり、翌1998年12月19日、夫の銭鍾書が亡くなる。
2001年、『従丙午到流亡』を発表。2003年、『我們仨』（『私たち三人』）を発表。96歳だった2008年には『走到人生辺上：自問自答』を出版した。
2016年5月25日、北京協和医院で死去。104歳没。

## 著書

### 散文
- 『我們仨（私たち三人）』生活.三聯書店、北京市、2012年9月1日。ISBN 9787108042453。
  - 桜庭ゆみ子訳『別れの儀式　楊絳と銭鍾書 - ある中国知識人一家の物語』勉誠出版、2011年7月
- 『走到人生辺上：自問自答』商務印書館、北京市、2012年9月1日。ISBN 9787100056106。
- 『将飲茶』三聯書店、北京市、2015年5月1日。ISBN 9787108051707。
  - 中島みどり訳『お茶をどうぞ』平凡社、1998年7月
- 『幹校六記』三聯書店、北京市、2015年4月1日。ISBN 9787108051721。
  - 中島みどり訳『幹校六記 〈文化大革命〉下の知識人』みすず書房、1985年2月
- 『雜憶と雜寫』三聯書店、北京市、2010年1月1日。ISBN 9787108034601。
- 『隠身の串門児』三聯書店、北京市、2015年4月1日。ISBN 9787108051738。

### 小説
- 『洗澡（風呂）』人民文学出版社、北京市、2013年1月1日。ISBN 9787020090501。
  - 中島みどり訳『風呂』みすず書房、1992年10月
- 『洗澡之後』人民文学出版社、北京市、2014年8月1日。ISBN 9787020105526。
- 『浪漫都市物語　上海・香港’40s 発見と冒険の中国文学』藤井省三監修（JICC出版局、1991年）

桜庭ゆみ子訳「ロマネスク」、「叔母の思い出」

### 訳著
- 『小癩子』人民文学出版社、北京市、2013年11月1日。ISBN 9787020100354。
- プラトン『斐多：柏拉図対話録』中国国際広播出版社、北京市、2012年1月1日。ISBN 9787507833737。
- ミゲル・デ・セルバンテス『堂吉訶徳（ドン・キホーテ）』人民文学出版社、北京市、2008年6月1日。ISBN 9787020071227。

## 受賞
- 1985年、『林奶奶』、最佳散文賞
- 1986年、『堂吉訶徳』、スペインアルフォンソ十世勲章（英語版）[2]
- 2003年、『我們仨』、十大好書。

## 評価
「最も才能があり、最も良い妻」 - 銭鍾書。